# قسم كبوتر سرخ الريفي (مقاطعة تشادغان)
قسم كبوتر سرخ الريفي (بالفارسية: دهستان کبوتر سرخ) هي منطقة سكنية تقع في البلدة المركزية في إيران. يقدر عدد سكانها بـ 8,922 نسمة .